# Heather Nauertová
Heather Nauertová, celým jménem Heather Ann Nauert, (* 27. ledna 1970 Rockford, Illinois) je americká novinářka, státní úřednice a členka republikánské strany. Prezident Trump v prosinci 2018 oznámil, že ji navrhl do úřadu velvyslankyně Spojených států při Organizaci spojených národů. Oficiálně však nikdy nominována nebyla a ze seznamu zvažovaných kandidátů odstoupila v únoru 2019 z rodinných důvodů.
V letech 2017–2019 působila jako tisková mluvčí amerického ministerstva zahraničí. Mezi dubnem a říjnem 2018 byla na témže rezortu zastupující podtajemnicí pro veřejnou diplomacii a veřejné záležitosti. Po odchodu z ministerstva se stala pracovnicí washingtonského think tanku Hudson Institute. Před kariérou ve státní správě pracovala jako zpravodajka pro stanici ABC News a moderátorka zpráv ranního programu Fox & Friends v televizi Fox News.

## Mládí a vzdělání
Narodila se 27. ledna 1970 v illinoiském Rockfordu. Otec Peter Nauert zastával manažerskou pozici v pojišťovnictví. Má tři bratry, Justina, Jonathana a Josepha.
Po ukončení základního a středoškolského stupně vzdělání na soukromé Keith Country Day School v Rockfordu, pokračovala na vysokoškolské dívčí koleji Pine Manor College v massachusettském Chestnut Hill, odkud přešla na Arizonskou státní univerzitu. Po moderátorské stáži ve washingtonském programu, zaměřeného na videoklipy country, dokončila vysokou školu v hlavním městě. Titul bakalářky umění v oboru komunikační studia získala na soukromé dívčí koleji Mount Vernon College for Women, v roce 1999 začleněné do Univerzity George Washingtona. Navazující magisterský obor žurnalistika absolvovala na Kolumbijské univerzitě.

## Novinářská kariéra
V roce 1996 se stala reportérkou programu s týdenní periodicitou First Business, zaměřeného na obchod. Mezi lety 1998–2005 pracovala na stanici Fox News, první tři roky jako spolupracovnice a další čtyři na pozici zpravodajky. V tomto období se začala pravidelně objevovat ve víkendovém televizním pořadu The Big Story.
V období 2005–2007 působila v několika zpravodajských médiích, včetně hlavní pověřené zpravodajky na ABC News, kde dodávala materiál pro pořady ABC World News Tonight, Good Morning America a Nightline. Za práci na seriálu 13 Around the World obdržela nominaci na Cenu Emmy.
V roce 2007 se vrátila do Fox News jako spolumoderátorka Johna Gibsona v pořadu The Big Story, než došlo k jeho zrušení roku 2008.
Nauertová také zakotvila ve zpravodajských relacích Good Day Early Call a Good Day New York Wake Up, které spolumoderovala se Stevem Lacym o víkendových ránech pro Fox Broadcasting Company v New Yorku. V říjnu 2012 opustila Good Day Wake Up a začala uvádět aktuality v pořadu Fox & Friends. Podle deníku The Washington Post na stanici Fox News „zprostředkovávala téměř jen všechna pravicově zaměřená témata rozhovorů pod sluncem“. O neevidovaných dětských imigrantech hovořila jako o „ilegálech“, a varovala před nimi jako o někom, kdo přinášel „nemoc“.
Samu sebe si zahrála v amerických televizních seriálech Brother's Keeper (1 díl, 1999) a 24 hodin  (3 díly, 2010).

## Ministerstvo zahraničí

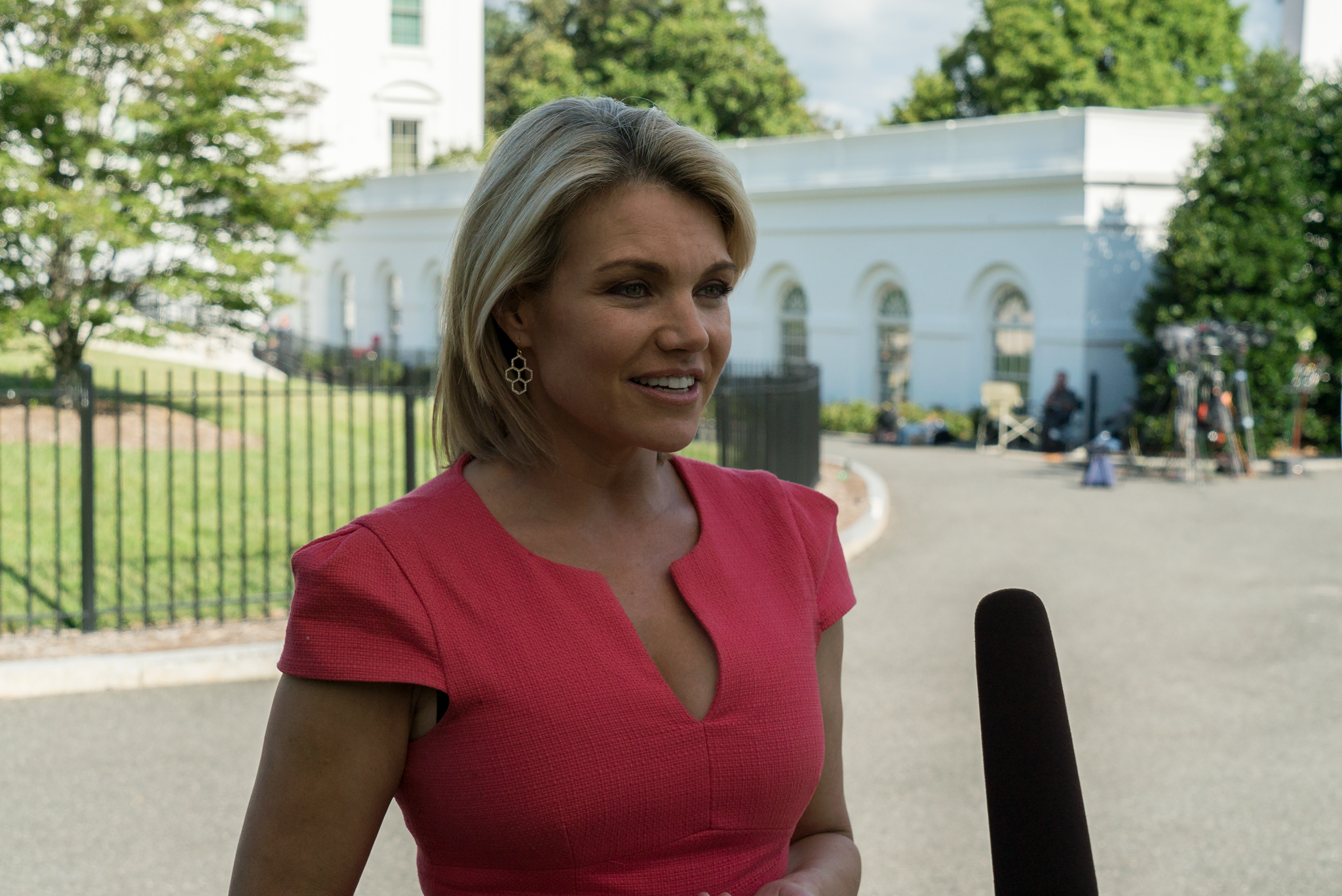
Nauertová před Bílým domem v červenci 2017

Ministerstvo zahraničí Spojených států 24. dubna 2017 oznámilo, že se stala novou tiskovou mluvčí rezortu, čímž získala první pracovní zkušenost s vládním úřadem. První tiskovou konferenci moderovala za dalších pět týdnů, 6. června 2017. Po odchodu diplomata Steva Goldsteina z úřadu v březnu 2018, jej dočasně nahradila ve funkci podtajemnice pro veřejnou diplomacii a veřejné záležitosti, pozici ve čtvrté úrovni ministerstva. V úřadu tak dohlížela na rozpočet 1,2 milardy dolarů a téměř tisíc zaměstnanců. Během působení pod ministrem Rexem Tillersonem nedošlo k navázání těsnějšího profesního vztahu. Po jeho odvolání se naopak stala členkou úzkého kruhu spolupracovníků nového ministra Mika Pompea.
Negativně se vymezila k rozhodnutí Iráckého Kurdistánu vyhlásit referendum o nezávislosti v září 2017.

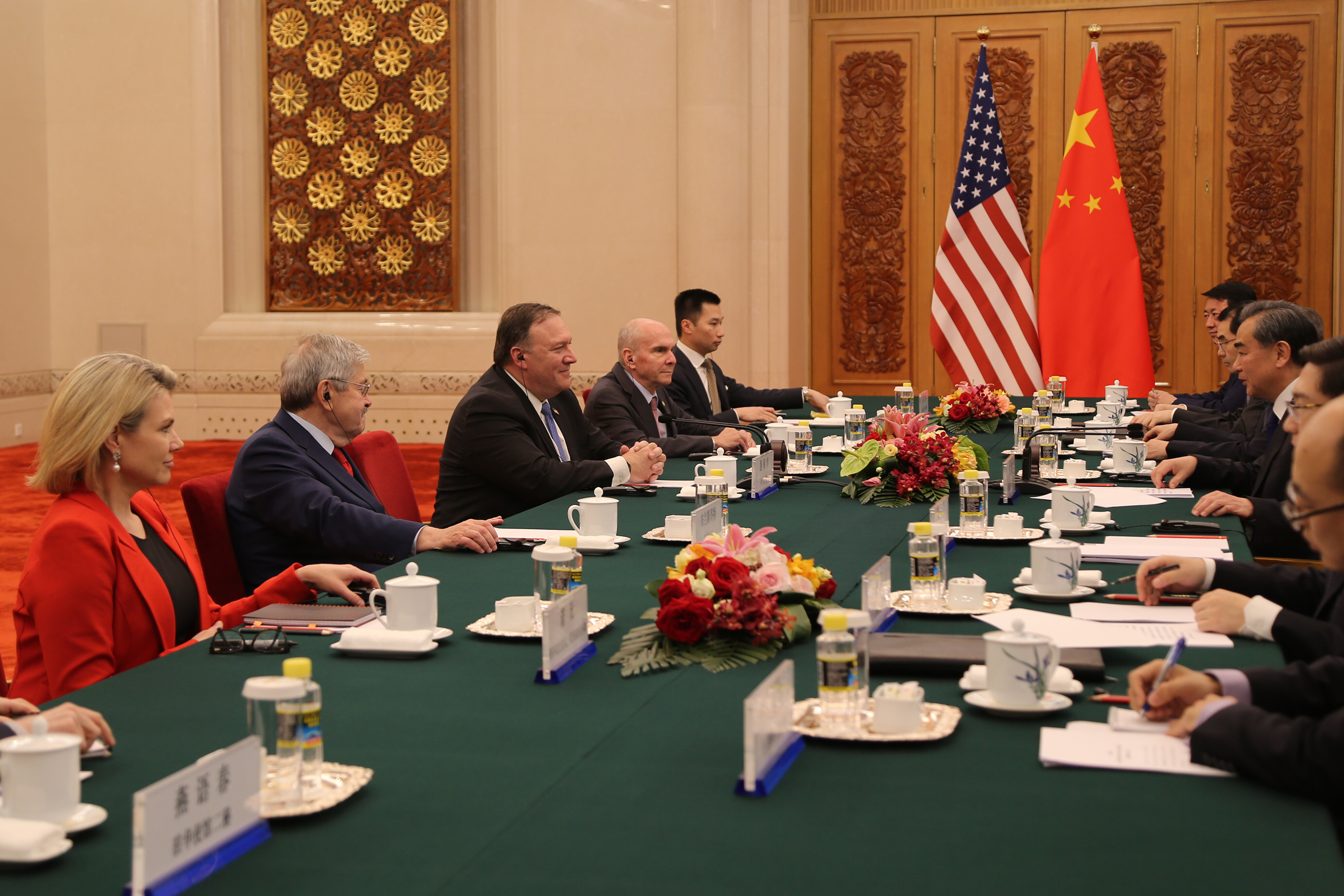
Nauertová při pekingské schůzce Mika Pompea s čínskou delegací vedenou ministrem zahraničí Wang I, 14. června 2018

Během dubna 2018 vyjádřila podporu vojenské intervenci v Jemenu pod vedením Saúdské Arábie. Rovněž odsoudila „zhoubný vliv Íránu“ na Jemen. V květnu 2018 zareagovala na šestitýdenní příhraniční protesty v Gaze slovy: „Akcím proti Izraeli budeme čelit u Mezinárodního trestního soudu […] protože nepomáhají věci míru.“
Během srpna 2018 Kanada vyzvala k okamžitému propuštění saúdského občanskoprávního akrivisty Ráifa Badawího a jeho sestry Samary Badawíové ze saúdského vězení. V reakci na kanadskou kritiku vypověděla Saúdská Arábie kanadského velvyslance a zmrazila obchod, což vedlo ke zhoršení bilaterálních vztahů. Nauertová krizi komentovala slovy: „Vyřešení je záležitostí saúdskoarabské a kanadské vlády. Obě strany potřebují vyvinout společnou diplomatickou aktivitu. To za ně nemůžeme odpracovat.“

### Nabídka nominace na úřad velvyslankyně při Organizaci spojených národů
Podle deníku The Washington Post přinesla 6. prosince 2018 hlavní média informaci, že americký prezident Donald Trump vybral Heather Nauertovou za příští velvyslankyni při Organizaci spojených národů. Trump kandidátku označil za „excelentní“ a dodal: „Jedná se o dlouhodobou stoupenkyni“. Dne 7. prosince 2018 pak oznámil, že na uvolněné místo po končící ambasadorce Nikki Haleyové skutečně navrhne Nauertovou. V souvislosti s nominací byl zmíněn její strmý kariérní růst na ministerstvu zahraničí, ale také naprostá absence zkušenosti v diplomacii. Politicky zaměřené médium Politico uvedlo: „Ani ne před dvěma roky vedla Heather Nauertová rozhovory v pořadu ‘Fox and Friends.’ Nyní se připravuje řídit bouřlivé geopolitické záležitosti světa.“
Navzdory Trumpově sdělení jejího výběru, nebyla Nauertová nikdy formálně nominovaná, když návrh s jejím jménem nebyl postoupen Senátu ke schválení. V době, kdy se její jméno začalo objevovat v médiích v souvislosti s nominací, přiznala, že zaměstnávala chůvu, která byla ve Spojených státech sice legálně, ale neměla pracovní povolení a neodváděla tak daně. Podle CNN s odkazem na zdroj blízký Naubertové se mohlo jednat o skutečný důvod odstoupení ze seznamu zvažovaných kandidátů na post velvyslance, k němuž došlo 16. února 2019.

## J. William Fulbright Foreign Scholarship Board
Prezident Donald Trump ji 29. března jmenoval do Rady pro Fulbrightova zahraniční stipendia, vykonávající dohled nad Fulbrightovým programem. Zasedání rady, čítající dvanáct členů, probíhají ve Washingtonu, D.C.

## Soukromý život
V roce 2000 se vdala za Scotta Norbyho, výkonného ředitele soukromých úvěrů v investiční bance Morgan Stanley, s pracovní zkušeností v institucích National Veterinary Associates, UBS, Goldman Sachs a Cargill. Do manželství se narodili dva synové.